# Sabratha
Sabratha (àrab: صبراتة, Ṣabrāta) és una antiga ciutat a la vora de la mar Mediterrània; se situa a 60 km de la capital de Líbia, Trípoli. En el passat, controlada per l'Imperi romà, fou un dels més importants llocs comercials de tota la zona. Hui el seu antic teatre és el monument que més destaca del conjunt, construït fa 2.000 anys pels romans.
Es troba al districte de Zauiya, i la seua població al 2010 era de 8.914 habitants.

## Història
Sabratha fou fundada al segle vii aC pels fenicis de Tir en un dels pocs ports naturals de la Tripolitània i es convertí ben d'hora en un lloc comercial al final d'una important via de caravanes. Per aquesta posició estratègica, Sabratha patí un ràpid desenvolupament i caigué aviat sota el control dels cartaginesos.

## Galeria

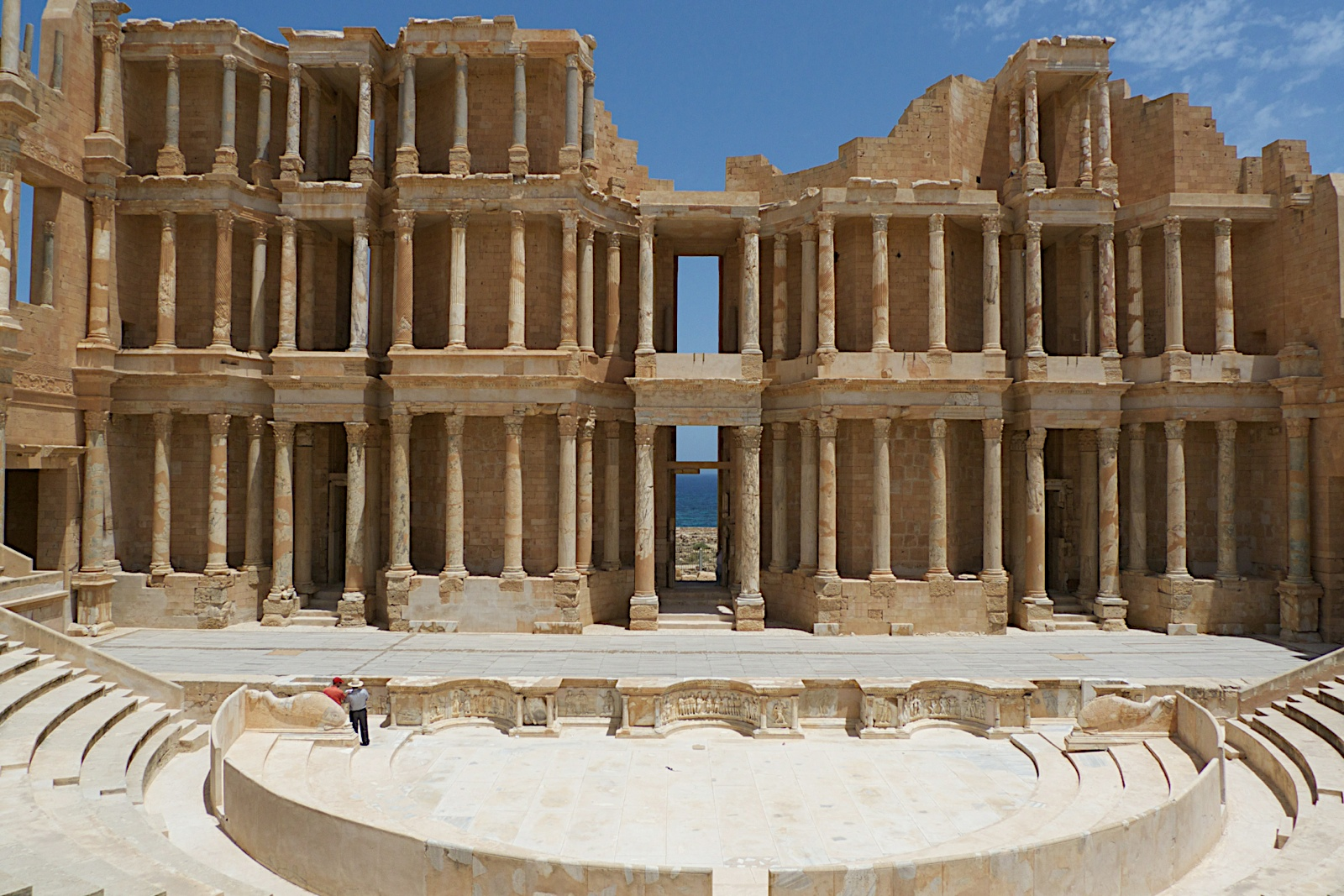
Teatre romà de Sabratha
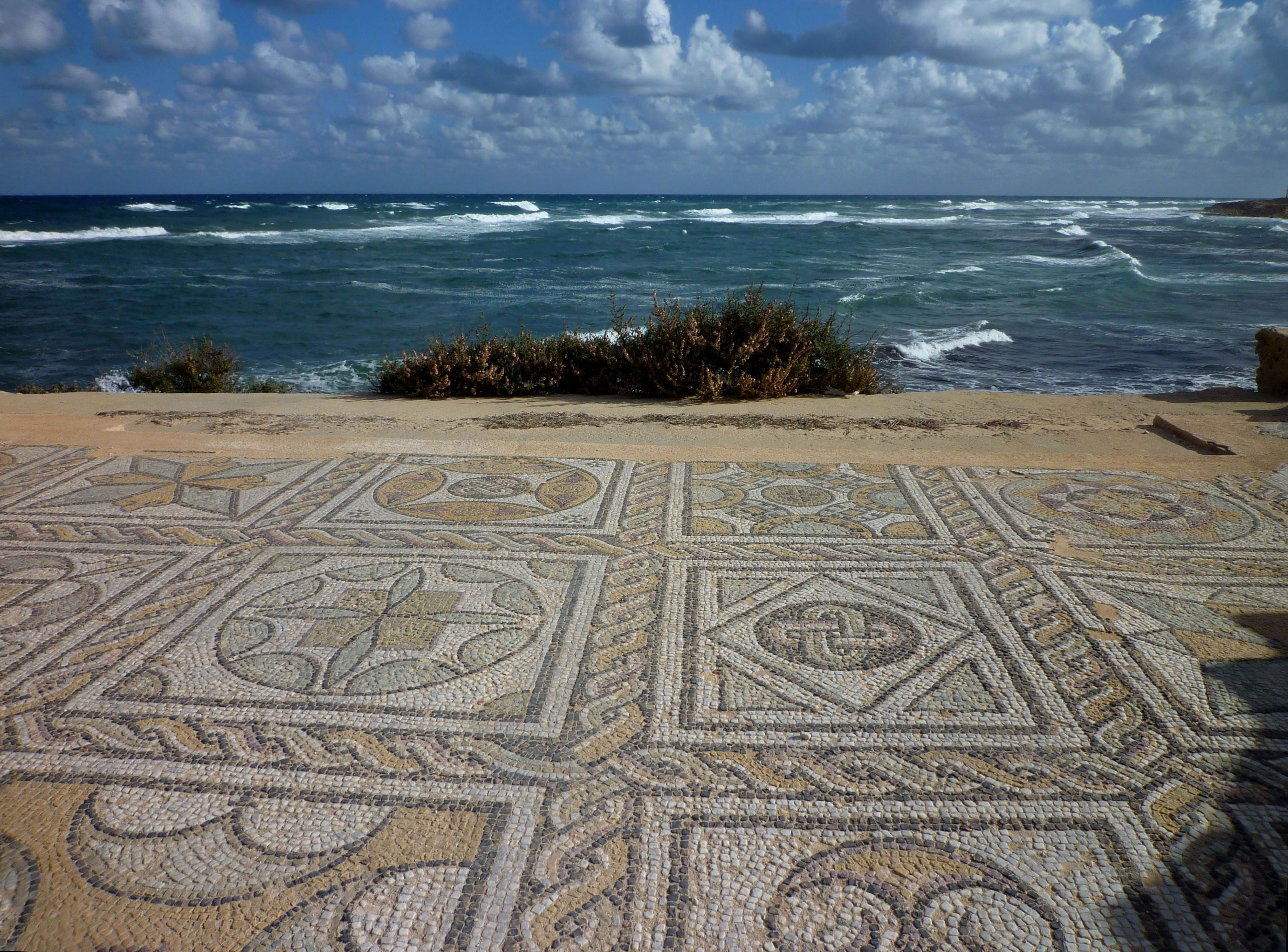
Banys romans
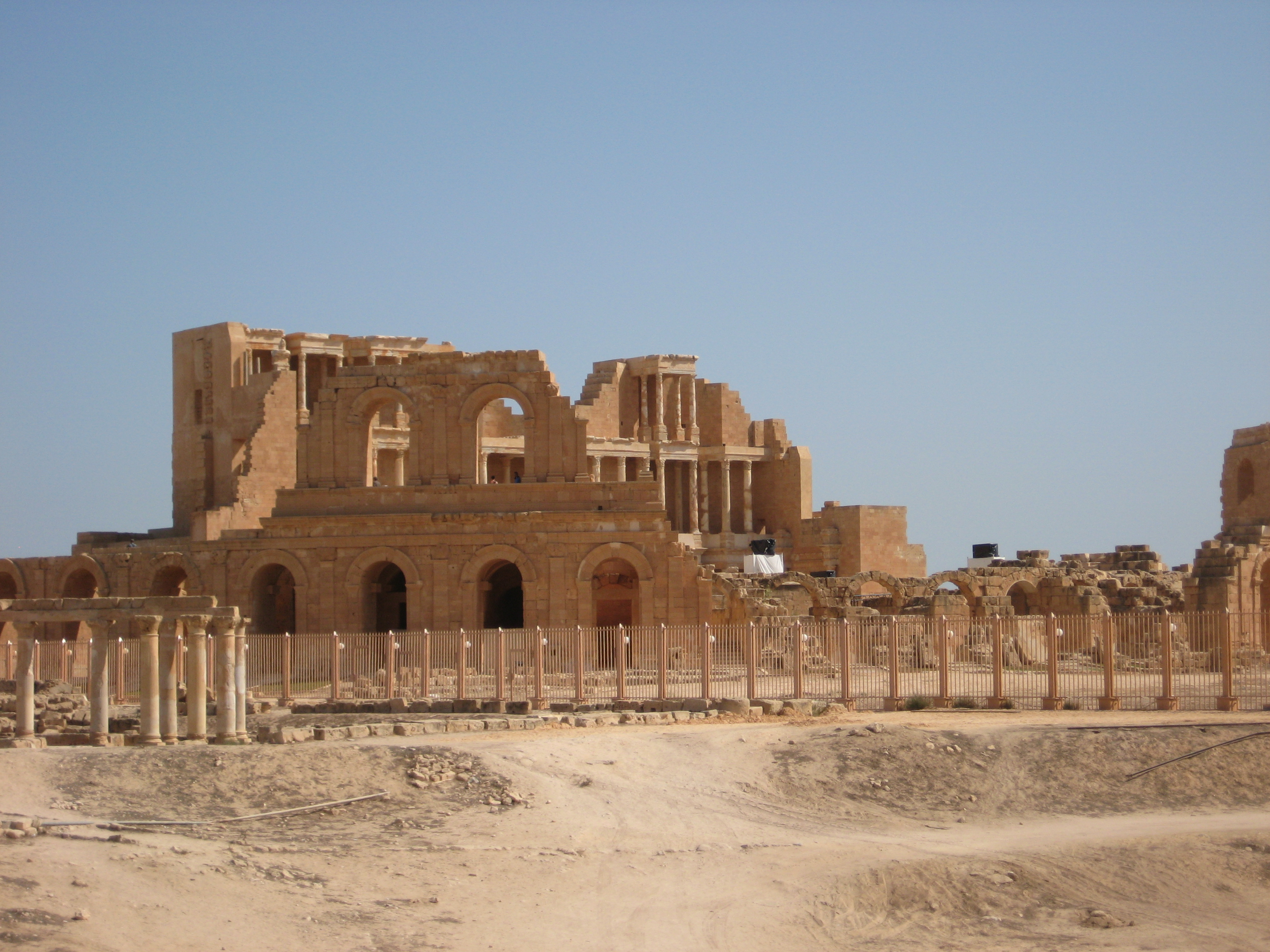
Exterior del teatre romà.
Vista de les excavacions.